# Voltors del Vell Món
Els voltors del Vell Món són una sèrie d'ocells rapinyaires d'hàbits necròfags que habiten a Euràsia i Àfrica. No estan relacionats de manera estreta amb els catàrtids o voltors del Nou Món, malgrat llurs semblances, producte de l'adaptació a un règim alimentari similar.

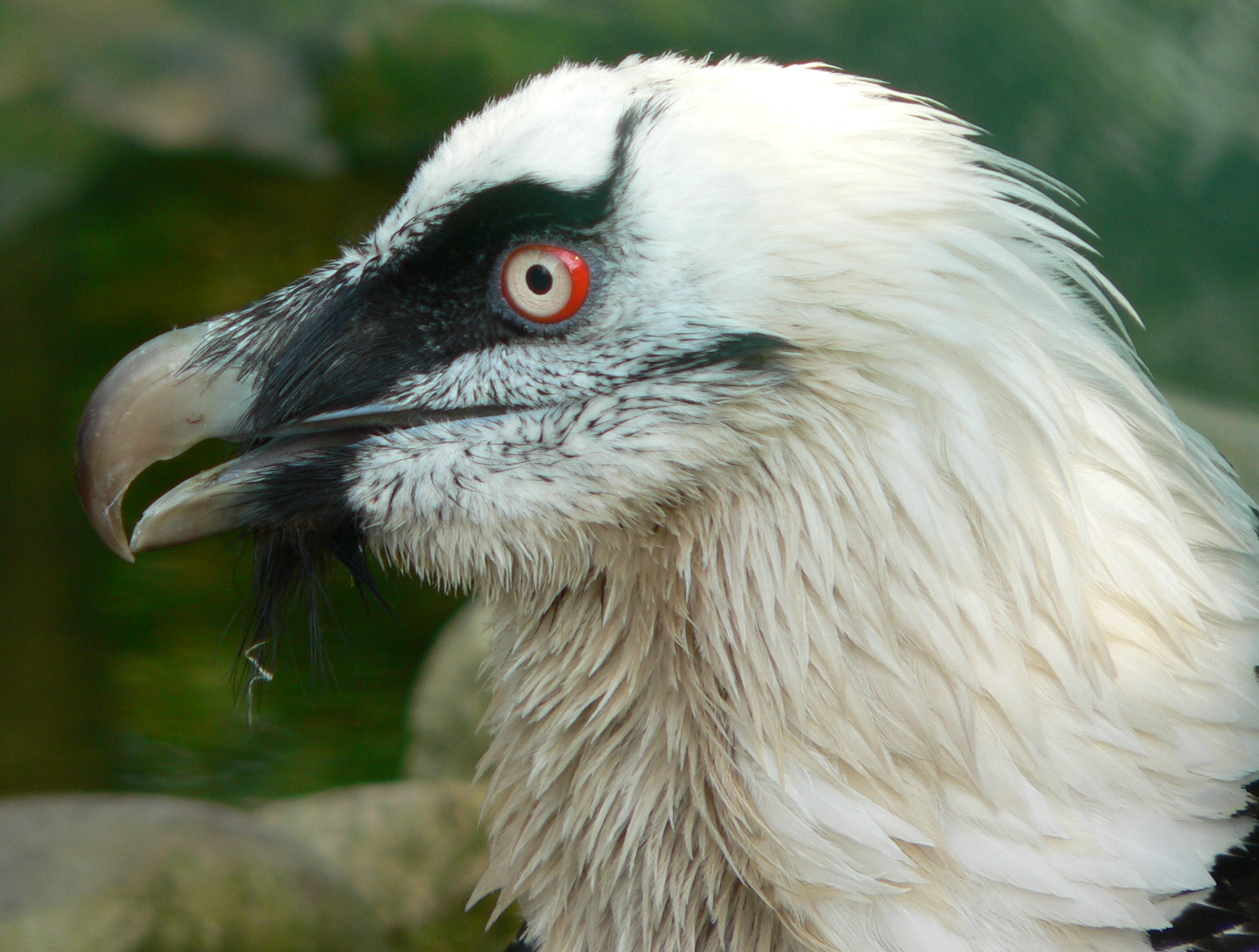
Cap emplomallat d'un trencalòs adult (subfamília Gypaetinae)

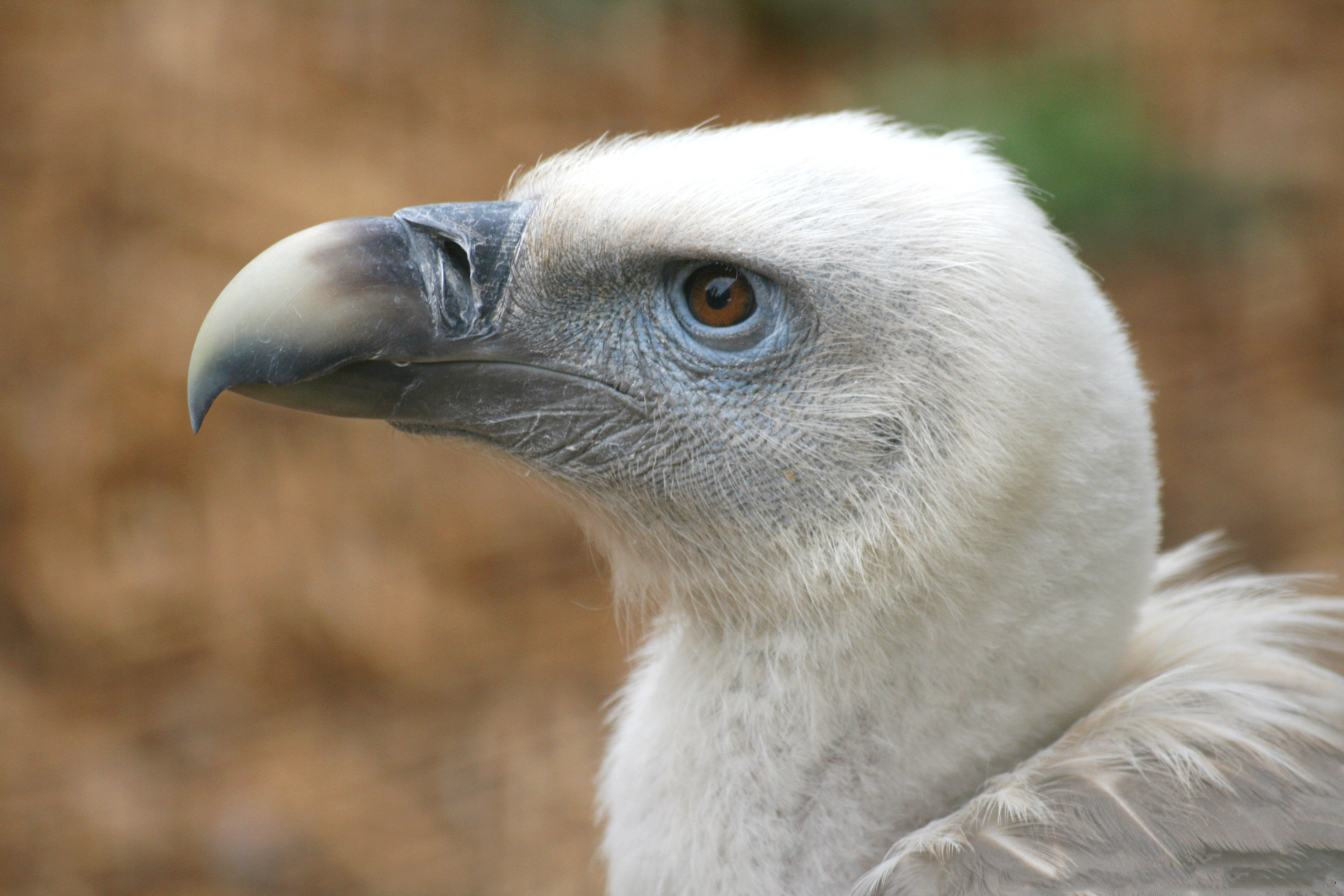
Cap cobert de plomissa d'un voltor comú (subfamília Gypinae)

Totes les espècies pertanyen a la família dels accipítrids, però al contrari que llurs homònims americans, aquests són un grup polifilètic. Fins fa poc tots eren agrupats a la subfamília dels egipins, però estudis genètics de principis del present segle demostren que les diverses espècies pertanyen a dos clades diferents, als quals s'ha donat categoria de subfamílies:
- Subfamília dels egipins (Gypinae): Formada per espècies amb les característiques típicament vulturines, colls i potes llargues, urpes relativament febles, caps sense plomes, dieta necròfaga. Aquest grup és molt pròxim a la subfamília dels circetins (Circaetinae). Dins dels egipins es classifiquen els següents voltors:
  - Voltor cap-roig (Sarcogyps calvus)
  - Voltor capblanc (Trigonoceps occipitalis)
  - Voltor negre (Aegypius monachus)
  - Voltor orellut (Torgos tracheliotus)
  - Aufrany fosc (Necrosyrtes monachus)
  - Les 8 espècies del gènere Gyps:
    - Voltor dorsiblanc africà (Gyps africanus)
    - Voltor dorsiblanc asiàtic (Gyps bengalensis)
    - Voltor de l'Índia (Gyps indicus)
    - Voltor becfí (Gyps tenuirostris)
    - Voltor de Rüppell (Gyps rueppelli)
    - Voltor de l'Himàlaia (Gyps himalayensis)
    - Voltor comú (Gyps fulvus)
    - Voltor del Cap (Gyps coprotheres)
- Subfamília dels gipetins (Gypaetinae): Inclou, entre altres espècies, tres a les que s'han definit tradicionalment com a voltors:
  - Aufrany comú (Neophron percnopterus)
  - Trencalòs (Gypaetus barbatus)
  - Voltor de les palmeres (Gypohierax angolensis)

Aquestes aus tenen un aspecte menys típicament vulturí, amb potes més curtes, dotades d'urpes més fortes, coll més curt amb més plomes al cap i una alimentació especialitzada. Dins aquesta subfamília també està situat el serpentari de Madagascar (Eutriorchis astur) que no s'ha considerat un voltor.